# 小行星3492
小行星3492（英語：3492 Petra-Pepi）是一颗围绕太阳公转的小行星。1985年2月16日，M. Mahrová在克列特发现了此天体。
这颗小行星的绝对星等为96.74036等。